# 薩爾瑪·梅爾蓋利斯
薩爾瑪·梅爾蓋利斯（英語：Sarma Melngailis，1972年9月10日—），美國廚師和商人，是紐約兩家純素生食餐廳「純粹的食與酒」（Pure Food and Wine）和「幸運小鴨」（One Lucky Duck）的東主和創辦人之一。兩間餐廳後來都因員工欠薪離職而結業。梅爾蓋利斯後來因為涉嫌詐騙而在2016年被捕，在2017年獲判有罪。

## 生平

### 早年生涯
梅爾蓋利斯在1972年9月10日生於麻薩諸塞州牛頓，並在當地長大。其父親約翰·梅爾蓋利斯（John Melngailis）生於拉脫維亞，後來在1949年因拉脫維亞被蘇聯吞併而移居美國，及後擔任麻省理工學院的物理學家。梅爾蓋利斯的母親為一名職業廚師，亦是其對食物產生興趣的原因。
梅爾蓋利斯在牛頓北高中（Newton North High School）畢業後入讀賓夕凡尼亞大學沃頓商學院，並在1994年以文理雙學士學位畢業。

### 金融機構時期
在賓夕凡尼亞大學畢業後，梅爾蓋利斯遷往紐約，並在貝爾斯登公司任職，及後在1996年轉投波士頓的貝恩資本，負責私人股權投資。她在1998年重返紐約，加入加拿大帝國商業銀行的一個高收益投資基金，但不久後便離職入讀紐約的法國廚藝學院（French Culinary Institute），並在1999年畢業。

### 餐飲事業

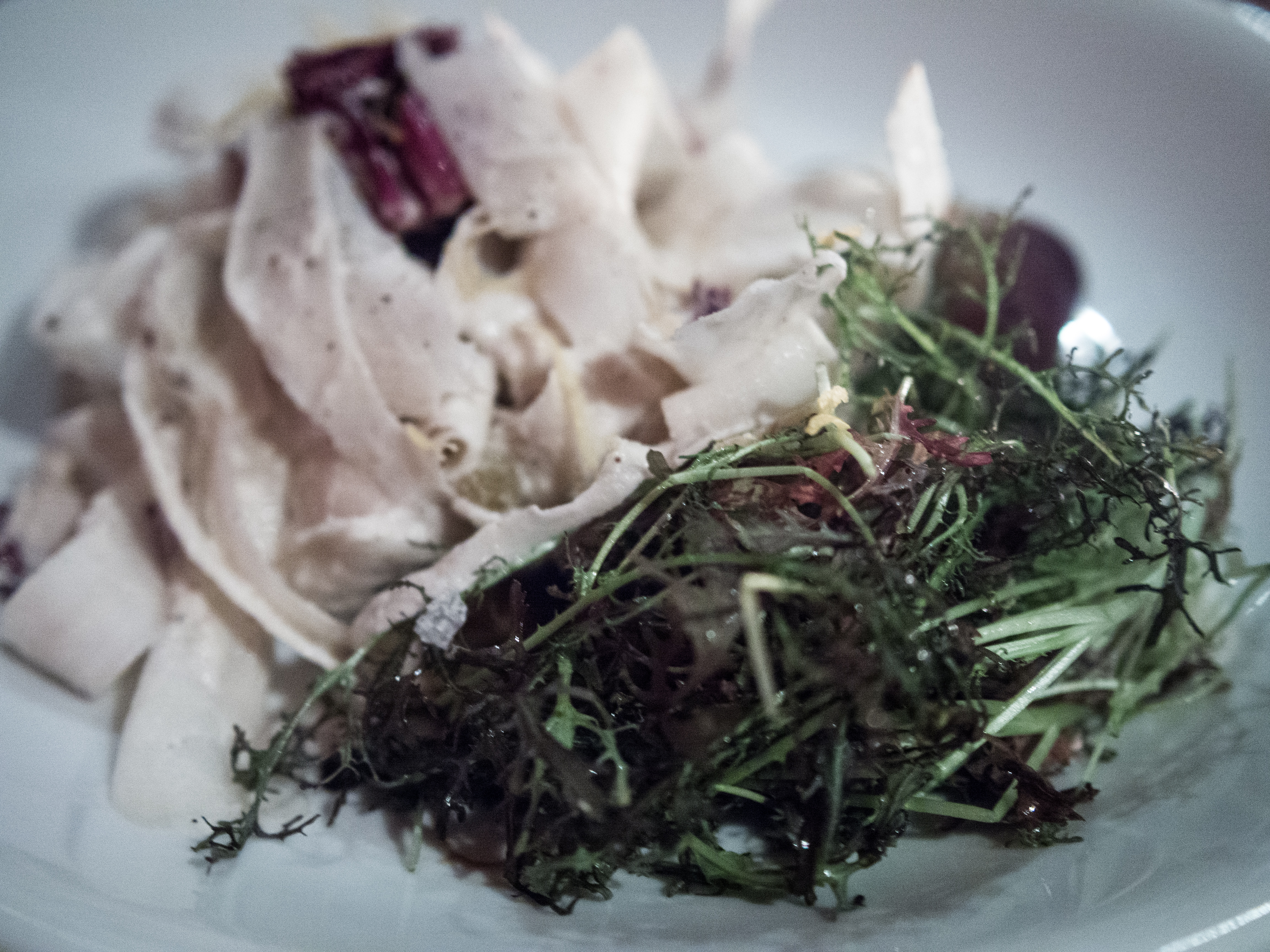
「純粹的食與酒」的其中一道菜式——婆羅門參麵條配菊苣和新鮮無花果（攝於2013年）

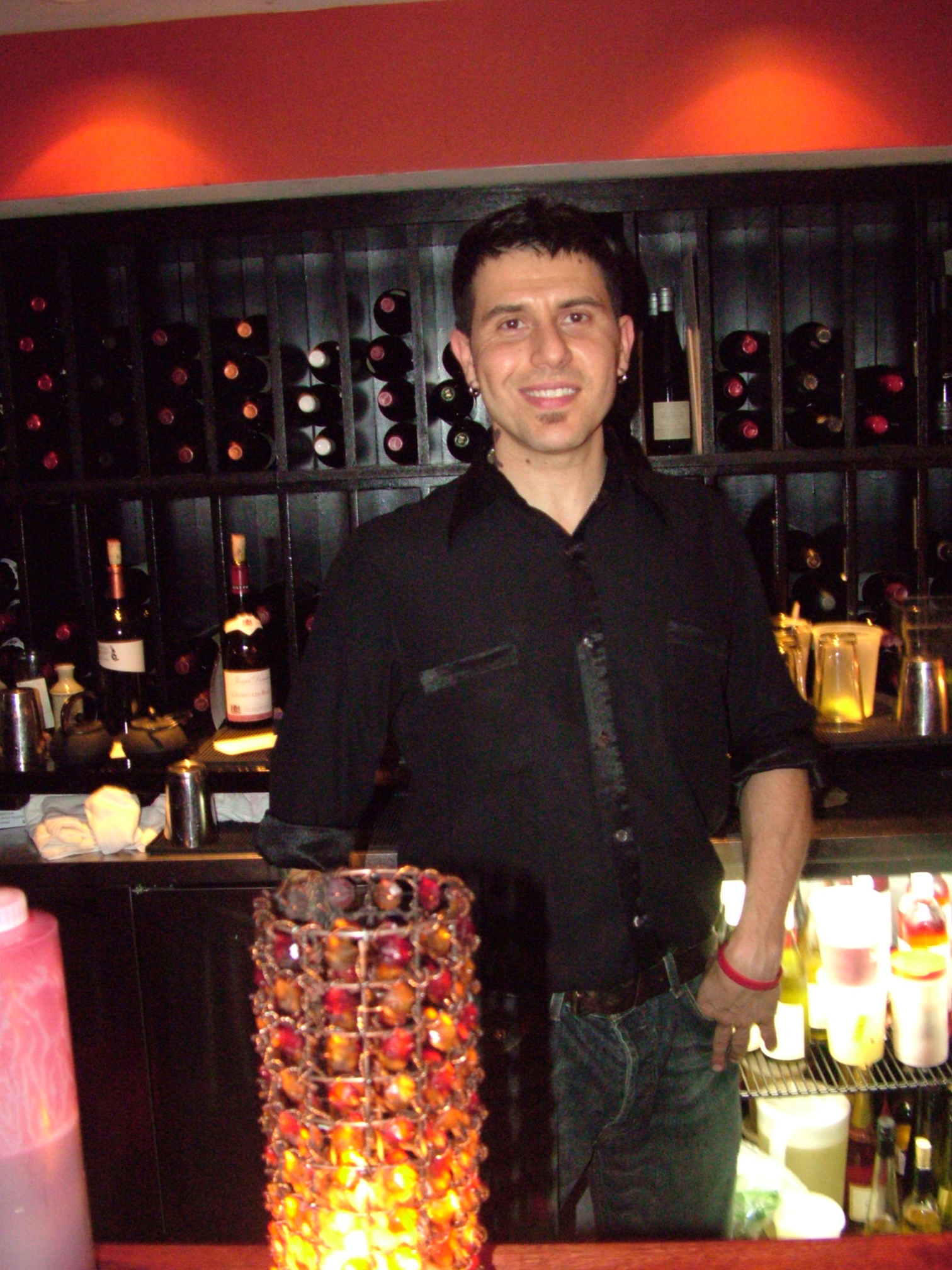
「純粹的食與酒」的酒保（攝於2013年）

2001年，梅爾蓋利斯與當時的男友，廚師兼作家馬修·肯尼（Matthew Kenney）開設一家名為「小賣部」（Commissary）的餐廳，但在2003年在諮詢傑弗里·喬多羅（Jeffrey Chodorow）的「中國燒烤管理」（China Grill Management）後結業。後來三人在2004年6月於曼克頓格拉梅西公園開設紐約首家高檔生食餐廳「純粹的食與酒」，並曾獲得《紐約》雜誌評選進入「百大餐廳」（Top 100 Restaurants）和「普拉特101」（The Platt 101），以及連續五年獲選為《福布斯》「紐約全明星餐廳」（All Star New York Eateries）。三人後來亦創辦了外賣店「幸運小鴨」。
2009年，梅爾蓋利斯認為肯尼在財政營運上的表現不積極，故與喬多羅一同將肯尼逐出餐廳的營運，喬多羅亦向梅爾蓋利斯借出210萬美元去買下餐廳。

### 欠薪爭議
2015年1月，由於梅爾蓋利斯拖欠一個月薪金，「純粹的食與酒」和「幸運小鴨」的員工集體辭職。這次是一年以內的第二次欠薪事件，第一次發生在2014年7月。
梅爾蓋利斯在2015年2月就員工集體離職發表聲明，並將兩家餐廳關閉。她在接受《好加好》（Well+Good）訪問時表示，薪金需要拖延發放是因為債務和原料成本昂貴導致利潤微薄，再加上她忘記交租的緣故。及後，梅爾蓋利斯向員工作出另一個解釋，指欠薪是由於銀行轉換所導致。
2015年4月，「純粹的食與酒」和「幸運小鴨」重新營業，但大部份員工都選擇不復工。同年7月，餘下員工再因欠薪而離職，兩間餐廳及後倒閉。

### 被捕及認罪協商
2016年5月12日，梅爾蓋利斯和當時的丈夫安東尼·斯特蘭吉斯（Anthony Strangis）在田納西州塞維爾維爾（Sevierville）被捕，他們是因斯特蘭吉斯向達美樂披薩購買薄餅而被發現。
斯特蘭吉斯因本身為司法令上的逃犯而被捕，他同時被控重大盜竊、策劃詐騙和違反勞動法。而梅爾蓋利斯則被控重大盜竊、刑事稅務詐騙、策劃詐騙和違反勞動法。
2016年12月19日，控方向梅爾蓋利斯開出監禁三年的認罪協商條件。據《名利場》所述，梅爾蓋利斯的律師打算以「強制控制」作為辯護理由。
梅爾蓋利斯在2017年5月承認向投資者盜取2百萬美元、策劃詐騙以及刑事稅務詐騙的罪名。她被判入獄四個月。她在2018年5月與斯特蘭吉斯離婚。
2022年網飛紀錄片《純素敗類：名譽、詐欺、逃犯》（Bad Vegan: Fame. Fraud. Fugitives.）講述梅爾蓋利斯的醜聞，包括其與斯特蘭吉斯的關係和其金融罪行。

## 外部連結
- 梅爾蓋利斯的網誌SarmaRaw Blog （页面存档备份，存于）
- 梅爾蓋利斯網誌的存檔